# 데니스 러헤인
데니스 루헤인(Dennis Lehane, 1965년 8월 4일 ~ )은 미국의 소설가이다.

## 개인사
매사추세츠주 보스턴 인근의 도체스터(Dorchester)에서 가족 중 막내로 출생하여 계속 보스톤 인근에서 거주했다. 그곳은 작가의 대부분의 소설에서 공간적 배경을 제공하였다. 부친은 건설사의 십장, 모친은 보스턴의 공립학교 식당에서 일했으며 두 사람 모두 아일랜드 이민자였다.
2살반 위인 형 제리 루헤인(Gerry Lehane)은 오랜 경력의 배우로서 뉴욕에 오기 전까지 배우양성학교에서 가르치는 일을 했다. 한때 실라(Sheila)라는 여인과 결혼했었으며, 현재 루헤인의 부인은 앤절라 버나도(Angela Bernardo)이다.

## 경력

#### 소설
첫 번째 소설 《전쟁 전의 한 잔》(A Drink Before the War, 1994)에 나온 등장인물들은 다른 작품들에도 등장한다. 첫 작품으로 1995년 샤머스상(Shamus Award)을 수상. 네 번째 연작인 《가라, 아이야, 가라》(Gone, Baby, Gone, 1998)가 2007년 벤 애플렉 감독, 케이시 애플렉과 미셸 모너핸(Michelle Monaghan) 주연으로 영화화되었다. 이 영화에 대해 루헤인은, "정말 훌륭한 영화입니다. 안 좋았다면 아무 얘기도 하지 않을 생각이었어요. 하지만 정말 훌륭한 영화였어요."라고 말했다.
전해지기로는 루헤인 자신은 "내 작품을 토대로 영화 대본을 만드는 작업은 전혀 생각해본 적이 없다. 왜냐하면 (자식과도 같은) 작품에 칼질을 할 생각이 전혀 없기 때문" 이라고 말했다고 한다.
첫 번째 연극 작품인 《Cororado》가 2005년 뉴욕에서 초연되었다.
2001년작 《미스틱 리버》는 뉴욕 타임스, USA 투데이 등 유수 언론사의 베스트셀러가 되었으며 배리 상과 앤서니 상 수상의 영광을 안겼으며 2003년 클린트 이스트우드에 의해 영화화되어 아카데미 남우주연상과 남우조연상을 휩쓸고 4,000만 불 이상의 흥행 수익을 거두었다. 《살인자들의 섬》은 Amazon.com에서 스릴러 부문 베스트셀러 1위를 기록하였으며 2003년 편집자 추천 올해의 책에 선정되었다. 《살인자들의 섬(Shutter Island)》은 마틴 스코세시 감독이 영화화하여 리어나도 디캐프리오가 주인공 테디 역을 맡아 인상적인 연기를 펼쳤다. 2주 연속 박스오피스 1위를 차지했으며 전미 수입 1억불을 넘었다. 
《Given Day》가 샘 레이미 감독에 의해 영화화가 결정되었다.
국내에는 《Given Day》를 제외한 데니스 루헤인의 모든 소설이 황금가지 출판사의 밀리언셀러 클럽 시리즈에서 번역 출간되었다. 
Dennis Lehane의 한국어 발음에 대하여 Lehane의 e를 스페인어의 'u'처럼 발음해 달라는 저자의 요청이 있었기에 출판물은 '데니스 루헤인'으로 표기하고 있다.

#### 강의
소설을 써서 유명세를 얻은 후 몇 개 대학의 강단에 섰다.

#### 영화작업
1990년대에 직접 독립영화의 극본을 쓰고 영화를 감독하였다.

## 작품

#### 소설

##### 켄지와 제나로 시리즈
- 《전쟁 전 한잔(A Drink Before the War)》 (1994)
- 《어둠이여, 내 손을 잡아라(Darkness, Take My Hand)》 (1996)
- 《신성한 관계(Sacred)》 (1997)
- 《가라, 아이야, 가라(Gone, Baby, Gone)》 (1998)
- 《비를 바라는 기도(Prayers for Rain)》 (1999)
- 《문라이트 마일(Moonlight Mile)》 (2010)

##### 커글린가문 3부작
- 《운명의 날(The Given Day)》 (2008)
- 《리브 바이 나이트(Live by Night) 밤에 살다》 (2013)
- 《무너진 세상에서(World Gone By)》 (2015)

##### 기타
- 《미스틱 리버(Mystic River)》 (2001)
- 《살인자들의 섬(Shutter Island)》(2003)
- 《코로나도(Coronado: Stories)》단편집 (2006)
- 《더 드롭(The drop)》 (2014)
- 《우리가 추락한 이유(Since We Fell)》 (2017)
- 《작은 자비들(Small Mercies)》 (2024)

#### 영상
- 《미스틱 리버》 (2003) - 소설 원작
- 《더 와이어》 (2004-08) - 각본
- 《가라, 아이야, 가라》 (2007) - 소설 원작
- 《셔터 아일랜드》 (2010) - 소설 원작, 총제작
- 보드워크 엠파이어 (2013) - 각본, 창작 자문
- 더 드롭 (2014) - 단편소설 원작, 각본
- 리브 바이 나이트 (2016) - 소설 원작
- 미스터 메르세데스 (2017-18) - 각본, 자문 제작
- 아웃사이더 (2020) - 각본
- 블랙 버드 (2022) - 기획, 각본